# The Adventures of Ferdinand, Count Fathom
The Adventures of Ferdinand, Count Fathom is een roman geschreven door Tobias Smollett, voor het eerst uitgebracht in 1753. Het was Smolletts derde roman en kende minder succes dan zijn twee eerdere. Het centrale personage is een schurkachtige dandy die bedriegt, oplicht en ontrouw pleegt terwijl hij zich een weg baant door Europa en Engeland, met weinig consideratie voor de wet of het welzijn van anderen. Sir Walter Scott merkte op dat de roman een "volledig beeld van menselijke verdorvenheid" schetst.
Het hoofdpersonage verschijnt opnieuw als een bijpersonage in Smolletts latere roman The Expedition of Humphry Clinker.

## Externe Links
- The Adventures of Ferdinand, Count Fathom